# Équipe d'Irlande de rugby à XV à la Coupe du monde 1987
L'équipe d'Irlande a été battue en quart de finale de la Coupe du monde de rugby 1987 par l'équipe d'Australie.
Les joueurs suivants ont joué pendant cette coupe du monde 1987. Les noms en gras indiquent les joueurs qui étaient titulaires lors du quart de finale.

## Première Ligne
- Phil Orr
- Terry Kingston
- Des Fitzgerald
- Jim McCoy
- James Glennon
- John MacDonald
- Job Langbroek

## Deuxième Ligne
- Willie Anderson
- Donal Lenihan   (capitaine)

## Troisième Ligne
- Phillip Matthews
- Derek McGrath
- Neil Francis
- Brian Spillane
- Paul Collins

## Demi de mêlée
- Michael Bradley

## Demi d’ouverture
- Paul Dean
- Tony Ward

## Trois-quarts centre
- Brendan Mullin
- Michael Kiernan
- David Irwin

## Trois-quarts aile
- Keith Crossan
- Trevor Ringland

## Arrière
- Hugo MacNeill

## Meilleurs marqueurs d'essais
- Hugo MacNeill : 4 essais
- Brendan Mullin : 3 essais

## Meilleur réalisateur
- Michael Kiernan : 36 points